# Jiang Lin
Jiang Lin (chinesisch 姜林, Pinyin Jiāng Lín; * 23. Oktober 1981 in Qingdao) ist ein chinesischer Bogenschütze. Er gehörte zum chinesischen Kader für die Olympischen Sommerspiele 2008 in Peking, wo er mit der Mannschaft die Bronzemedaille gewann.
Jiang nahm an der Weltmeisterschaft 2007 in Leipzig teil. Dort erreichte er mit der Mannschaft den 15. Platz, im Einzel Rang 21. Beim World Archery Cup 2007 in Ulsan erreichte Jiang Lin im Einzel den 31. Platz. Er war Mitglied der chinesischen Mannschaft bei den Olympischen Sommerspielen 2008 in Peking. Dort gewann er mit der Mannschaft die Bronzemedaille. Die Platzierungsrunde im Einzel hat er auf Rang 55 beendet. In der Runde der letzten 32 unterlag er dem Südkoreaner Lee Chang-hwan mit 108 zu 112.